# One Tree Hill (vulkaan)
One Tree Hill of Maungakiekie is een dode vulkaankegel (182 m) in het Cornwall Park op het Noordereiland van Nieuw-Zeeland, 7 km ten zuiden van het centrum van Auckland. Hij ligt in het Auckland vulkaanveld.
De laatste eruptie was 20.000-30.000 jaar geleden. De lava bedekte een gebied van 20 km². Het was ooit de plek van de grootste prehistorische Maori-nederzetting in de regio. Vanaf de 16e eeuw, en wellicht nog vroeger, werd het gebied inclusief de heuvel bewoond door de stam Wai o Hua. Ook andere Maori-stammen in het Aucklandgebied hebben hun sporen op de heuvel achtergelaten.
Maungakiekie ("berg van de kiekie") was een van de Maori-namen voor de heuvel; kiekie (Freycinettia banksii) is een klimplant uit de schroefpalmfamilie. Deze naam suggereert wel dat de vegetatie in de Maori-tijd anders was dan nu. Een andere Maori-naam is Te Totara i Ahua, die  kan worden vertaald als "De totara die alleen staat" en refereert aan de heilige totaraboom (podocarpus totara ) die op de top stond. De boom werd volgens overleveringen in de 17e eeuw na een ceremonie geplant bij de begraven navelstreng van Koroki/Korokino, de zoon van een iwi-/stamhoofd van de Ngāti Awa. De totaraboom werd omgehakt in 1852 door een groep arbeiders die boos waren omdat enkele voorraden niet waren geleverd. Hij werd omgehakt om als brandhout te dienen. Pogingen om een nieuwe totara op de heuvel te zetten mislukten. 
De Europese immigranten vernoemden de heuvel met de naam One Tree Hill eveneens naar de eenzame totaraboom. Sinds de kap van de boom. is een reeks van eenzame bomen aangevallen door mensen die op verschillende zaken de aandacht wilden vestigen. Na enkele motorzaagaanvallen door radicale Maori's werd in 2000 besloten de laatste, een Montereyden, weg te halen en de naam werd veranderd in "No Tree Hill". In 2002 werden er zes boompjes geplant: Six Tree Hill.
Op de top van de heuvel werd in 1940 een obelisk geplaatst, die het graf is van Sir John Logan Campbell. De obelisk werd gebouwd naar zijn wens om zo zijn bewondering voor het Maori-volk te gedenken. Het uitzicht vanaf de heuvel is uitgebreider dan vanaf de Skytower in Auckland; niet alleen de stad is te zien, maar ook zijn havens en het schiereiland Coromandel.

## Vernoemingen
- De Ierse rockband U2 schreef het lied One Tree Hill over de heuvel, dat verscheen op het album The Joshua Tree. Het lied is geschreven ter ere van de Nieuw-Zeelander Greg Carroll, een roadie van de band die bij een motorongeluk om het leven kwam. De televisieserie One Tree Hill is weer genoemd naar dit nummer.
- De planetoïde 23988 Maungakiekie is eveneens naar de heuvel vernoemd.